# 鲁万维尔
鲁万维尔（法語：Roinville，法語發音：[ʁwɛ̃vil] ⓘ）是法国法兰西岛大区埃松省的一个市镇，属于埃唐普区。

## 地理
鲁万维尔（48°31'53"N, 2°2'43"E）面积13.4 平方千米，位于法国法蘭西島大區埃松省，该省份为法国北部内陆省份，北起上塞纳省和马恩河谷省，西接厄尔-卢瓦省和伊夫林省，南至卢瓦雷省，东临塞纳-马恩省。
与鲁万维尔接壤的市镇（或旧市镇、城区）包括：圣西尔苏杜尔当、拉福雷勒鲁瓦、布瓦西勒塞克、杜尔当、莱格朗日勒鲁瓦、塞迈斯、勒瓦勒圣日耳曼。

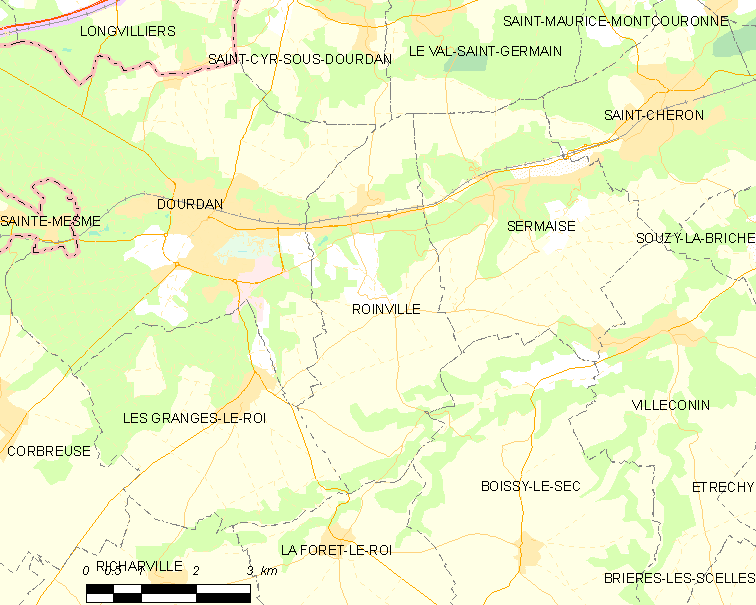
鲁万维尔的OSM定位图

鲁万维尔的时区为UTC+01:00、UTC+02:00（夏令时）。

## 行政
鲁万维尔的邮政编码为91410，INSEE市镇编码为91525。

## 政治
鲁万维尔所属的省级选区为杜尔当县。

## 人口

1962-2008年间鲁万维尔人口变化图示

鲁万维尔于2022年1月1日时的人口数量为1314人。